# François Coupry
 (juillet 2013).
Si vous disposez d'ouvrages ou d'articles de référence ou si vous connaissez des sites web de qualité traitant du thème abordé ici, merci de compléter l'article en donnant les références utiles à sa vérifiabilité et en les liant à la section « Notes et références ».
François Coupry, né le 19 juillet 1947 en Provence, est un écrivain français.

## Parcours
Après des études de philosophie, il a été journaliste littéraire, éditeur et rédacteur en chef de la revue Roman (1982-1989), tout en occupant des fonctions institutionnelles : premier directeur de la Maison des écrivains (1984-1986), président de la SGDL, Société des gens de lettres de France (1996-2000), président et cogérant de la SOFIA, Société française des auteurs de l’écrit (2001-2005, puis 2010-2013).
Dans les années 1970, il crée, avec Jean-Edern Hallier et François de Negroni, les Éditions Hallier, qui publient une trentaine de livres. Reprises en 1978 par Albin Michel, elles deviennent les Éditions Libres Hallier.
Essayiste, conteur, romancier, il a publié une trentaine de récits dans le registre du merveilleux, où le monde est raconté d’un point de vue « anormal », « inhumain », et où les lois ordinaires et les principes de la physique ont été recréés. Ses paradoxes et ses fables questionnent « le rôle de la fiction créatrice de la réalité. »

## Œuvres
- La Promenade cassée, 1970
- Les Autocoincés, Gallimard, 1971
- Mille pattes sans tête, éditions Jean-Edern Hallier, 1975
- L'Anti-éditeur, Hallier, 1976
- Écrire c'est vendre : esquisse d'une économie politique de la littérature, Hallier, 1977
- Je suis lesbien, Balland, 1978
- Ventre bleu, Balland, 1978
- Les Italiens d'aujourd’hui, Balland, 1980
- La Terre ne tourne pas autour du Soleil, Gallimard, 1980
- Le Bonheur est une idée neuve en France : mai 1968-mai 1981, Megrelis, 1981
- Torero d'or, avec Catherine Clément, Hachette, Paris, 1981, réédition Robert Laffont 1992,  (ISBN 2221073924)
- La Vie ordinaire des anges, Robert Laffont, 1983
- Le Rire du pharaon, Robert Laffont, 1984
- La Récréation du monde, Robert Laffont, 1985

- Prix littéraire 1986 de l’Académie française
- L'Imperméable vert, Bayard-presse, 1986
- Avec David Bloom dans le rôle de David Bloom, Robert Laffont, 1987
- Éloge du gros dans un monde sans consistance, Robert Laffont, 1989
- L'Énorme tragédie du rêve, Robert Laffont, 1991
- Monsieur l'archéologue, Gallimard, 1994
- Le Fils du concierge de l’Opéra, Gallimard, 1992
- Les Contes du cavalier chinois, Robert Laffont, 1993
- L'Enfant qui lisait dans le ciel, Robert Laffont, 1993
- Eugène Ionesco, Julliard, 1994
- La Corrida, Milan, 1997
- Faust et Antigone, Presses de la Renaissance, 1989
- Jour de chance, Presses de la Renaissance, 1982
- Une journée d'Hélène Larrivière, Presses de la Renaissance, 1989
- Notre société de fiction, Éditions du Rocher, 1997
- Tout ange est terrible, Éditions du Rocher, 1997
- Abrico amoureux, Zulma, 1999
- Les Gitans, Milan, 1999
- L'Œil du gitan, éditions du Rocher, 2000
- Toros de mort, éditions du Rocher, 2000
- La Maison dans le Caniveau, Le Rocher 2000
- Les trois Coups du cavalier chinois, le Rocher, 2005
- Zeus et la Bêtise humaine, Le Rocher, 2006
- Les Souterrains de l'Histoire, édition d’ensemble resserrée et recomposée (comprenant une nouvelle mouture de La Vie ordinaire des Anges), Le Rocher 2008
- Où est le vrai Louis XVI ?, Alphée, 2011
- L'Agonie de Gutenberg, vilaines pensées 2013-2017, Éditions Pierre-Guillaume de Roux, 272 p., 2018
- Le Livre des Merveilles, Éditions Pierre-Guillaume de Roux, 582 p., 2018
- Liberté, égalité, football !, avec Philippe Jardin, Éditions La Trace, 240 p., 2019
- L'Agonie de Gutenberg, vilaines pensées 2013-2021, FDC-Livres, 233 p., 2022